# Galjadza
Galjadza (ryska: Галядза) är ett vattendrag i Belarus.   Det ligger i voblasten Vitsebsks voblast, i den norra delen av landet, 110 km norr om huvudstaden Minsk.
I omgivningarna runt Galjadza växer i huvudsak blandskog. Runt Galjadza är det glesbefolkat, med 14 invånare per kvadratkilometer.